# Plagiomimicus
Plagiomimicus là một chi bướm đêm thuộc họ Noctuidae.

## Loài
- Plagiomimicus astigmatosum (Dyar, 1921)
- Plagiomimicus aureolum (H. Edwards, 1882)
- Plagiomimicus biundulalis (Zeller, 1872)
- Plagiomimicus caesium (Blanchard & Knudson, 1984)
- Plagiomimicus curiosum (Neumoegen, 1884)
- Plagiomimicus dimidiata (Grote, 1877)
- Plagiomimicus expallidus Grote, 1883
- Plagiomimicus hachita (Barnes, 1904)
- Plagiomimicus heitzmani Poole, 1995
- Plagiomimicus hilli (Barnes & Benjamin, 1923)
- Plagiomimicus hutsoni (J.B. Smith, 1907)
- Plagiomimicus kathyae Adams, 2009
- Plagiomimicus manti (Barnes, 1904)
- Plagiomimicus mimica Poole, 1995
- Plagiomimicus navia (Harvey, 1875) (alternative spelling Plagiomimicus navium)
- Plagiomimicus ochoa (Barnes, 1904)
- Plagiomimicus olivalis (Barnes & McDunnough, 1916)
- Plagiomimicus olvello (Barnes, 1907)
- Plagiomimicus pityochromus Grote, 1873
- Plagiomimicus spumosum (Grote, 1874) (đồng nghĩa: Plagiomimicus mavina (Barnes & McDunnough, 1910))
- Plagiomimicus sexseriata (Grote, 1881)
- Plagiomimicus tepperi (Morrison, 1875)
- Plagiomimicus triplagiatus J.B. Smith, 1890
- Plagiomimicus unicum (Barnes & Benjamin, 1926)